# Nick Huard
Nick Huard (* 29. März 1991 in Sudbury, Ontario) ist ein kanadischer Eishockeyspieler, der seit Juli 2023 beim EK Zell am See aus der Alps Hockey League unter Vertrag steht und dort auf der Position des Centers spielt. Zuvor war Huard unter anderem vier Spielzeiten für die Dresdner Eislöwen in der DEL2 aktiv und absolvierte dabei weit über 200 Partien.

## Karriere
Huard war als Schüler in der Great North Midget League in seinem Heimatstaat Ontario bei den North Bay Trappers aktiv. Von dort wurde er im Sommer 2008 von den Tigres de Victoriaville aus der Ligue de hockey junior majeur du Québec (LHJMQ) für die Saison 2008/09 verpflichtet. Während der Saison wechselte der Stürmer innerhalb er Liga zu den Lewiston MAINEiacs. Für die Spielzeit 2009/10 blieb er an der Ostküste und schloss sich den Woodstock Slammers aus der Provinz New Brunswick an. Die Slammers waren damals in der Maritime Junior Hockey League aktiv. Huard war in seiner ersten Saison gleich punktbester Spieler seines Vereins, mit dem er auch die Meisterschaft der Liga gewann. Daraufhin wurde er für das Eishockeyturnier der World Junior A Challenge in das Nationalteam Canada East berufen. Zwei weitere Spielzeiten und damit den Rest seiner Juniorenzeit blieb er bei den Slammers, mit denen er in seiner letzten Saison 2011/12 erneut die Ligameisterschaft gewann.

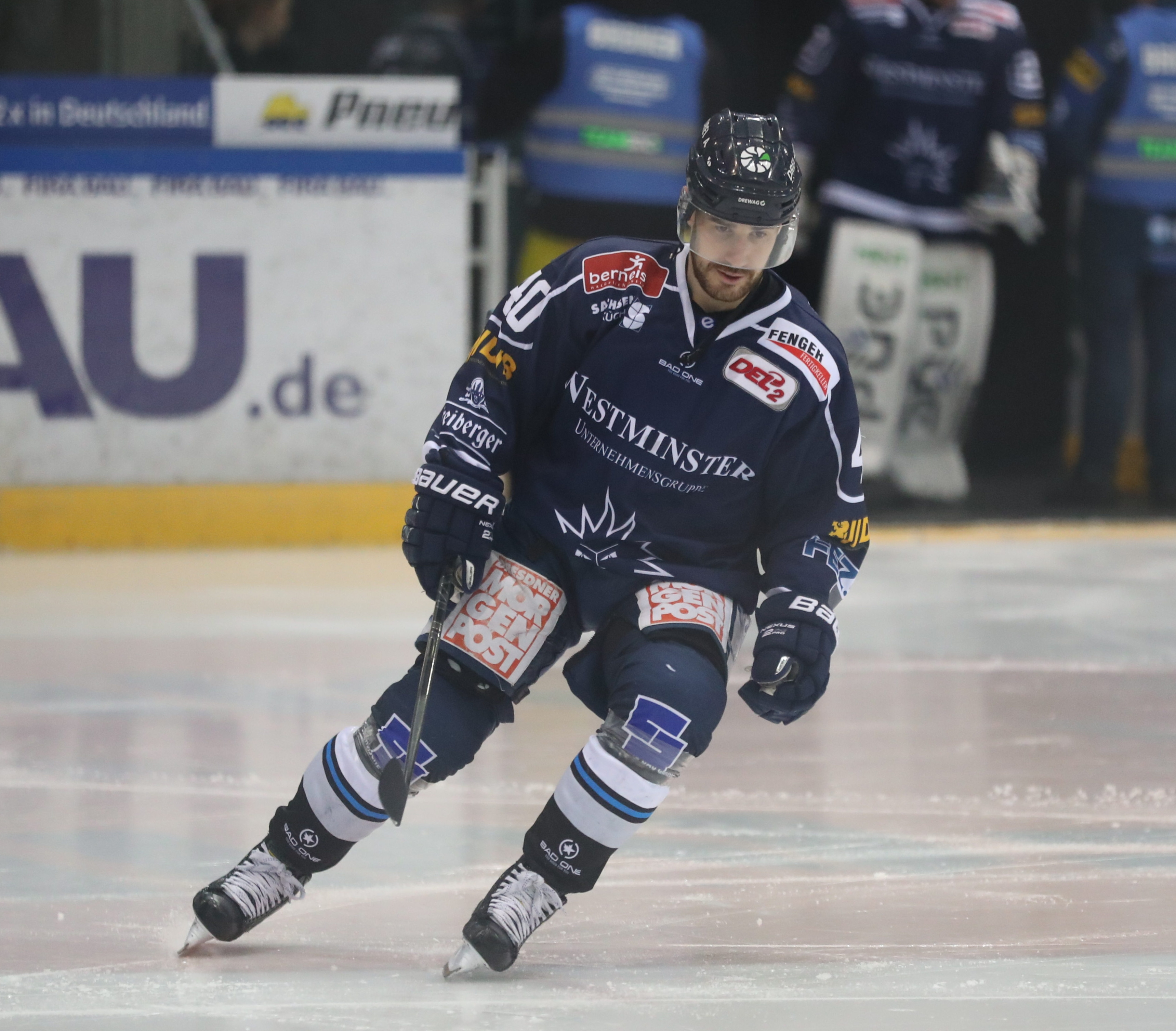
Huard im Trikot der Dresdner Eislöwen (2019)

Nach der Juniorenzeit kehrte er in seinen Heimatstaat Ontario zurück und nahm an der University of Guelph ein Studium auf, das er nach drei Jahren als Bachelor of Arts abschloss. In dieser Zeit war er auch für das Eishockeyteam der Universität, den Guelph Gryphons aktiv, die innerhalb der kanadischen Universitätsliga Canadian Interuniversity Sport (CIS) in der Ontario University Athletics (OUA) organisiert sind. Huard war dabei in jeder Saison einer der punktbesten Spieler seines Teams. In seiner letzten Universitätssaison 2014/15 konnte er mit den Gryphons nach 18 Jahren wieder den Queen's Cup – die Meisterschaft der OUA-Conference – gewinnen und sich für das Turnier um den University Cup qualifizieren. Er war dabei der punktbeste Spieler seines Vereins und wurde zum Most Valuable Player der OUA-Playoffs gewählt.
Nach seinen guten Leistungen in der Universitätsliga wurde er noch in der Saison 2014/15 vom ECHL-Team Cincinnati Cyclones verpflichtet. Auch die folgenden beiden Spielzeiten war er für die Cyclones aktiv, wobei er in der Saison 2016/17 punktbester Spieler seines Vereins wurde. Durch seine Leistungen in der ECHL erweckte Huard auch das Interesse des europäischen Marktes und so wurde er für die DEL2-Saison 2017/18 vom damaligen Trainer Franz Steer für die Dresdner Eislöwen verpflichtet. Die Saison verlief nicht nach den Erwartungen der Eislöwen, was man auch mit den Leistungen der ausländischen Kontingentspieler begründete. Mit 44 Punkten in 53 Spielen war Huard dabei der erfolgreichsten ausländischen Spieler in den Reihen des sächsischen Vereins, so dass er nach dem gesundheitlich bedingten Rückzug von Wade McLeod doch noch eine Vertragsverlängerung für die folgende Spielzeit 2018/19 bei den Eislöwen erhielt. Auch in der Hauptrunde der Saison 2018/19 mussten die Dresdner lange um die Teilnahme an den Pre-Playoffs kämpfen. Die Eislöwen besiegten in den Play-offs dann den amtierenden DEL2-Meister Bietigheim Steelers und erreichten das Halbfinale. In der Playoff-Serie, in der Huard den ersten Hattrick seiner Karriere erzielte, war er – wie auch schon in der Hauptrunde – hinter Jordan Knackstedt zweitbester Scorer sowie erfolgreichster Torschütze seines Teams, so dass der Eishockeyverein aus Dresden den Vertrag mit dem Kanadier um eine weitere Saison verlängerte. 2020 erhielt er eine weitere Vert5ragsverlängerung, so dass er bis zum Ende der Spielzeit 2020/21 für die Eislöwen aktiv war.
Anschließend wechselte der Kanadier für eine Spielzeit nach Rumänien, wo er für den CSM Corona Brașov auflief. Danach kehrte Huard wieder nach Deutschland zurück und verbrachte die Saison 2022/23 beim EC Bad Tölz in der drittklassigen Eishockey-Oberliga. Zur Spielzeit 2023/24 zog es ihn nach Österreich zum EK Zell am See in die Alps Hockey League. 2025 gewann er mit den Eisbären die Alps Hockey League.

## Erfolge und Auszeichnungen
| - 2010 Meister der Maritime Junior A Hockey League mit den Woodstock Slammers - 2010 MJAHL First Team All-Star - 2012 Meister der Maritime Junior A Hockey League mit den Woodstock Slammers | - 2014 OUA West Division Second All-Star Team - 2015 OUA West Division Second All-Star Team - 2025 Alps-Hockey-League-Sieger mit dem EK Zell am See |

## Karrierestatistik
Stand: Ende der Saison 2023/24
(Legende zur Spielerstatistik: Sp oder GP = absolvierte Spiele; T oder G = erzielte Tore; V oder A = erzielte Assists; Pkt oder Pts = erzielte Scorerpunkte; SM oder PIM = erhaltene Strafminuten; +/− = Plus/Minus-Bilanz; PP = erzielte Überzahltore; SH = erzielte Unterzahltore; GW = erzielte Siegtore; 1 Play-downs/Relegation; Kursiv: Statistik nicht vollständig)